# Dicrania parvula
Dicrania parvula är en skalbaggsart som beskrevs av Frey 1970. Dicrania parvula ingår i släktet Dicrania och familjen Melolonthidae. Inga underarter finns listade i Catalogue of Life.